# العلاقات الباهاماسية القرغيزستانية
العلاقات الباهاماسية القيرغيزستانية هي العلاقات الثنائية التي تجمع بين باهاماس وقيرغيزستان.

## مقارنة بين البلدين
هذه مقارنة عامة ومرجعية للدولتين:
| وجه المقارنة                                              | باهاماس      | قيرغيزستان                      |
| --------------------------------------------------------- | ------------ | ------------------------------- |
| المساحة (كم2)                                             | 13.88 ألف    | 199.95 ألف                      |
| عدد السكان (نسمة)                                         | 395.36 ألف   | 6.20 مليون                      |
| الكثافة السكانية (ن./كم²)                                 | 28.48        | 31.01                           |
| العاصمة                                                   | ناساو        | بيشكك                           |
| اللغة الرسمية                                             | لغة إنجليزية | اللغة الروسية، اللغة القيرغيزية |
| العملة                                                    | دولار بهامي  | سوم قيرغيزستاني                 |
| الناتج المحلي الإجمالي (بليون دولار)                      | 12.16 مليار  | 7.56 مليار                      |
| الناتج المحلي الإجمالي (تعادل القوة الشرائية) بليون دولار | 8.92 مليار   | 20.45 مليار                     |
| الناتج المحلي الإجمالي الاسمي للفرد دولار أمريكي          | 22.82 ألف    | 1.10 ألف                        |
| الناتج المحلي الإجمالي للفرد دولار أمريكي                 |              |                                 |
| مؤشر التنمية البشرية                                      | 0.790        | 0.655                           |
| رمز المكالمات الدولي                                      | +1242        | +996                            |
| رمز الإنترنت                                              | .bs          | .kg                             |
| المنطقة الزمنية                                           | 00           | ت ع م+06:00                     |

## منظمات دولية مشتركة
يشترك البلدان في عضوية مجموعة من المنظمات الدولية، منها:
| علم المنظمة | اسم المنظمة                        | تاريخ انضمام باهاماس | تاريخ انضمام قيرغيزستان |
| ----------- | ---------------------------------- | -------------------- | ----------------------- |
|             | مؤسسة التنمية الدولية              | 23 يونيو 2008        | 24 سبتمبر 1992          |
|             | يونسكو                             | 23 أبريل 1981        | 2 يونيو 1992            |
|             | وكالة ضمان الاستثمار متعدد الأطراف | 4 أكتوبر 1994        | 21 سبتمبر 1993          |
|             | الأمم المتحدة                      | 18 سبتمبر 1973       | 2 مارس 1992             |
|             | الاتحاد البريدي العالمي            | ?                    | ?                       |
|             | البنك الدولي للإنشاء والتعمير      | 21 أغسطس 1973        | 18 سبتمبر 1992          |
|             | الاتحاد الدولي للاتصالات           | 19 أغسطس 1974        | 20 يناير 1994           |
|             | منظمة حظر الأسلحة الكيميائية       | ?                    | ?                       |
|             | مؤسسة التمويل الدولية              | 8 ديسمبر 1986        | 11 فبراير 1993          |
|             | منظمة الشرطة الجنائية الدولية      | ?                    | ?                       |

## وصلات خارجية
- موقع وزارة الخارجية القيرغيزستانية